# Inuleae
Inuleae és una tribu de la subfamília de les asteròidies (Asteroideae).

## Gèneres

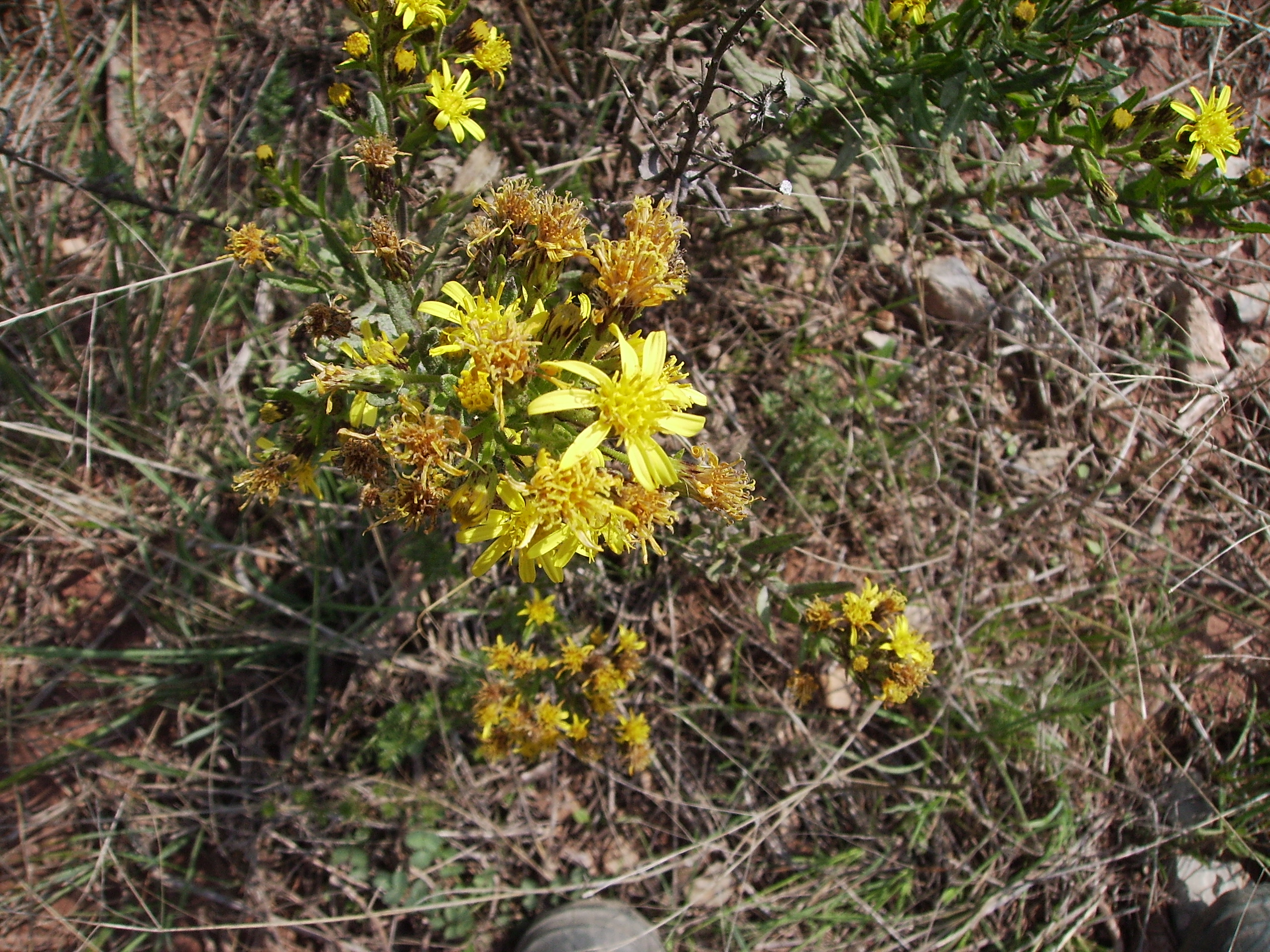
Inula viscosa a Castelltallat

Compta amb els gèneres següents:
| - Allagopappus - Amblyocarpum - Antiphiona - Anvillea - Asteriscus - Blumea - Blumeopsis - Buphthalmum - Caesulia - Calostephane - Carpesium - Chiliadenus - Chrysophthalmum - Coleocoma - Dittrichia - Doellia - Duhaldea - Geigeria - Gymnarrhena - Inula - Iphiona - Iphionopsis - Jasonia | - Karelinia - Laggera - Lifago - Limbarda - Merrittia - Mollera - Nanothamnus - Ondetia - Pallenis - Pechuel-loeschea - Pegolettia - Pentanema - Perralderia - Pseudoconyza - Pulicaria - Rhanterium - Schizogyne - Stenachaenium - Telekia - Tessaria - Vieraea - Xerolekia - Zoutpansbergia |